# جورج كليفورد (لاعب كريكت)
جورج كليفورد (19 أبريل 1852 في المملكة المتحدة - 4 فبراير 1941) (بالإنجليزية: George Clifford)‏ هو لاعب كريكت بريطاني (وحمل سابقاً جنسية المملكة المتحدة لبريطانيا العظمى وأيرلندا).

## وصلات خارجية
- جورج كليفورد على موقع إي آس بي آن كريك إنفو (الإنجليزية)